# Bedlington terrier

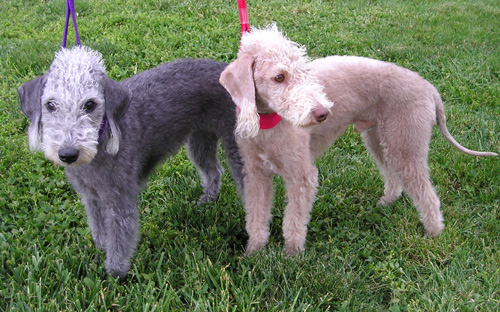
Bedlington terrierek

A Bedlington terrier Angliából származik.

## Története
A bedlington terrier már több száz éve létezik, kinézetre bárányformájú, tehát jelentősen eltér a többi terriertől. Feltehetően a dandie dinmont őse, de lehetséges, hogy a whippettel keresztezték, hogy növeljék vadászképességét. Magas és elegáns terrier, hosszú lábakkal, hosszú nyakkal és ív alakú ágyékkal. Kiállításon először 1869-ben jelent meg, de a múlt században csökkent a népszerűsége.

## Fajta jellemzők
Méret: 38-43 cm magas, 8-10 kg súlyú. 
Élettartam: 14-15 év. 
Azonosító jegyek: keskeny koponya, hosszú, vékonyodó állkapoccsal. Fehér, selyem csomó a fejtetőn. Kicsi, mélyen ülő szemek. Alacsonyan eredő fülek, a csúcsán fehéres, selymes rojttal. Hosszú, mély nyak. Egyenes mellső és izmos hátsó lábak. Mély mellkas. Hosszú, nyúlszerű lábfej. Alacsonyról növő farok, amely a tövénél vastag. Vastag, göndörödő bunda. Színe májszínű, homok vagy kék, esetleg cserszínű foltokkal. 
Jelleg: élenk, erős vadászösztönnel. 
Háziállatnak való alkalmassága: gyakori szellemi és testi ösztönzésre van szüksége. Ha feldühítik, tele van elszántsággal, emellett jó őrző-védő.